# Вільйорія (Саламанка)
Вільйорія (ісп. Villoria) — муніципалітет в Іспанії, у складі автономної спільноти Кастилія-і-Леон, у провінції Саламанка. Населення — 1478 осіб (2010).
Муніципалітет розташований на відстані близько 150 км на північний захід від Мадрида, 24 км на схід від Саламанки.

## Демографія
Динаміка населення (INE ):

## Галерея зображень

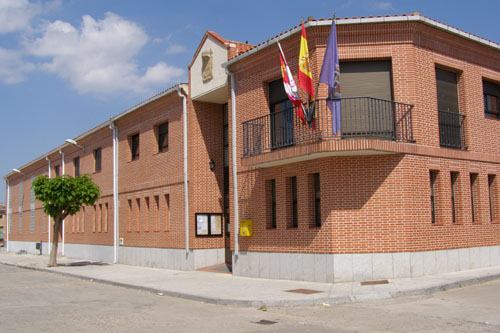
Муніципальна рада